# Damián Ayma Zepita
Damián Ayma Zepita (Machacuyo, Oruro, 27 de septiembre de 1921- Santa Cruz, 1999) fue un fotógrafo itinerante de varias poblaciones bolivianas, considerado como uno de los primeros fotógrafos aymaras.

## Vida y legado
El "fotógrafo itinerante", como se lo conocía, llegó a recorrer 41 regiones de siete departamentos de Bolivia. Trilingüe (hablaba castellano, quechua y aimara), comenzó a hacer fotografías a sus 15 años, pues en 1936, debido al trabajo de su padre, tuvo que trasladarse hasta el centro minero de Colquiri, donde trabajó como ayudante de periodista y conoció la fotografía. En 1948 viajó a la Argentina en busca de trabajo y allí tomó cursos de fotografía y comenzó a laburar como ayudante de laboratorio en la Casa Lutron Company de Buenos Aires. Dos años después, en 1950, retornó a Bolivia y comenzó a trabajar como fotógrafo.   
Sus fotografías retratan concentraciones políticas, eventos deportivos, fiestas folklóricas, actividades agrícolas, mercados, minas e incluso accidentes. Damián Ayma revelaba las imágenes por las noches y las entregaba en las mismas localidades donde habían sido tomadas, antes de partir hacia su siguiente destino, cargando más de 30 kg en equipos. Realizó este trabajo por más de cuatro décadas. 
En 2020, gracias a los esfuerzos del MUSEF, sus fotografías fueron declaradas "Memoria del Mundo" por la Unesco. Actualmente, la colección de fotos de Damián Ayma, que está en el MUSEF, tiene alrededor de 18 mil imágenes. Fue Luis Oporto, funcionario de esta institución, quien comenzó la labor de recopilar estas imágenes a finales de los años ochenta, la cual se completó con una donación de su familia en 2016. Especialistas han llegado a denominarlo como etnógrafo y antropólogo.      